# Moulinsart

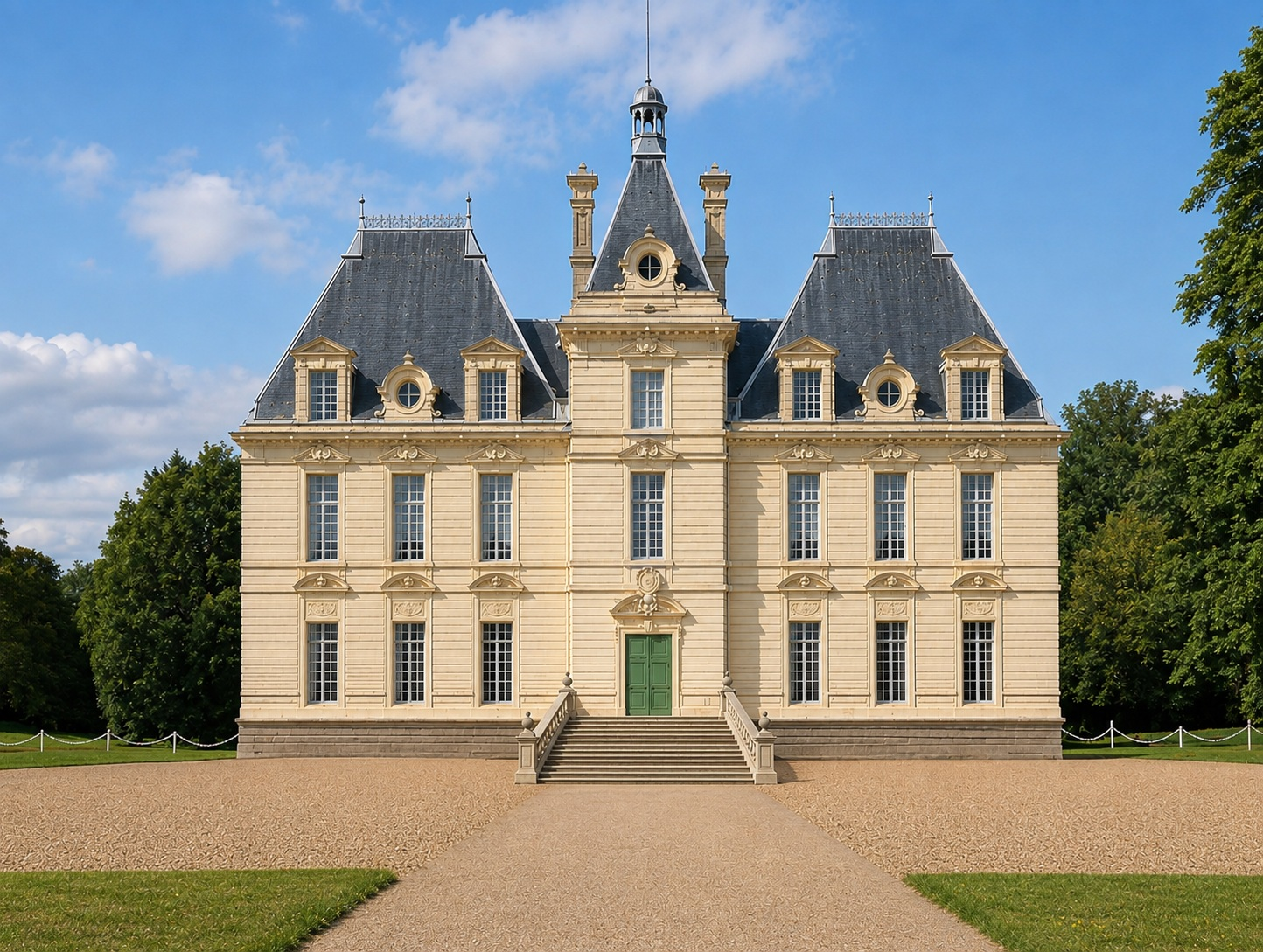
Moulinsart (fiktivt fotografi).

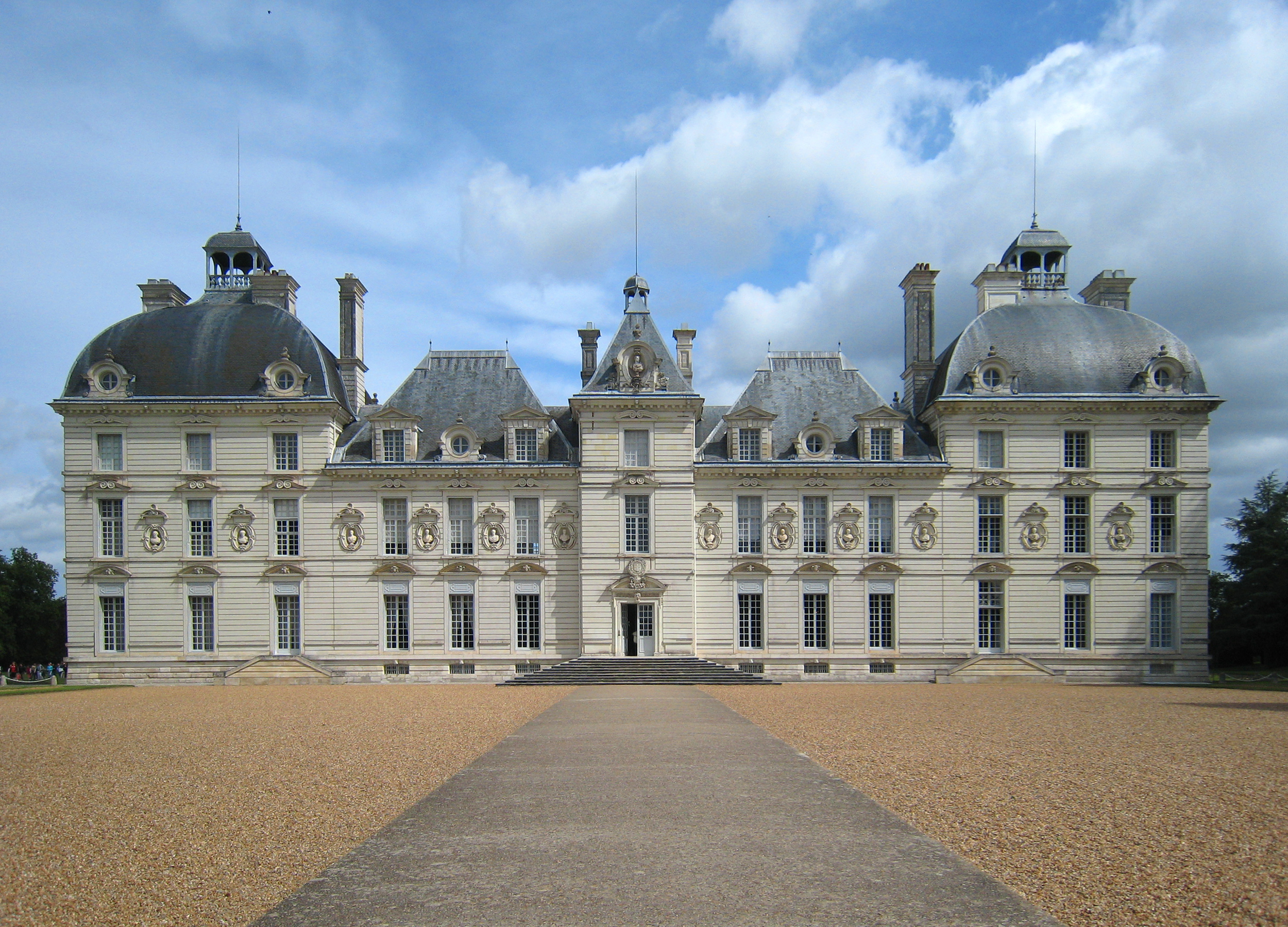
Slottet Château de Cheverny som, förutom flyglarna, stått som modell för det fiktiva Moulinsart.

Moulinsart är ett fiktivt slott i den fiktiva orten Moulin i Belgien som förekommer i "Tintins äventyr" och ägs av Kapten Haddock. 
Första albumet som slottet finns med i är Enhörningens hemlighet. I tidiga svenskspråkiga översättningar kallades det för Hökeborg.

## Bakgrund
Namnet Moulinsart kommer från namnet på den belgiska byn Sart-Moulin. I serien ligger Moulinsart i den lilla byn Moulin (franska: "kvarn") och sart (franska: "sved"), som bland annat har en polisstation, järnvägsstation, slakteriet Sanzot, och mejeriet Lactas.
Moulinsart har slottet Château de Cheverny i Loiredalen, beläget cirka 70 kilometer sydväst om Orléans i Frankrike, som fysisk förebild.
Moulinsart kom i Haddocks ägo i samband med äventyret Enhörningens hemlighet/Rackham den rödes skatt. Haddock köpte det för medel han erhållit av professor Kalkyl, som tack för att professorn fick följa med på en expedition till Västindien och där gavs möjlighet att testa och därefter sälja sin miniubåt till regeringen. Vid sitt första besök på slottet fann kapten Haddock Rackham den rödes skatt i källaren efter att ha följt sin anfaders, slottets 1700-talsherre riddaren François av Hadoques, anvisningar. Tidigare ägdes slottet av det kriminella brödraparet Vogel.
Albumet Castafiores juveler är det enda Tintin-äventyret, där handlingen till största delen utspelas på Moulinsart, men i de flesta senare albumen förekommer det i någon enstaka scen. Slottet har telefonnumret 421 Moulin.

## Bolagsnamn
Efter Hergés död 1983 och likvidationen 1988 av Studios Hergé S.A. så samlades upphovsrättigheterna till Tintin i tre olika bolag Fondation Hergé, Tintin Licensing och BIL S.A. Den senare bytte på 1990-talet namn till Moulinsart S.A. Under 2022 byttes namnet till Tintinimaginatio s.a.